# Collegio universitario Lamaro Pozzani
Il Collegio Universitario dei Cavalieri del Lavoro “Lamaro Pozzani”  è un collegio universitario di Roma, fondato e finanziato dalla Federazione Nazionale dei Cavalieri del Lavoro, con lo scopo di raccogliere e formare gratuitamente ragazzi e ragazze provenienti da tutta Italia, iscritti alle più diverse discipline, purché nell'ambito delle Università di Roma. L'intento non è solo di agevolarne la vita pratica, ma soprattutto di integrarne la formazione, attraverso l'interdisciplinarità e il confronto, fornendo loro elementi di lingue straniere, informatica e cultura per l'impresa.

## Storia
Fondato nel 1971 come "Residenza Universitaria Lamaro Pozzani", il Collegio (così ridenominato nel 2004) nasce da un’idea del presidente della Federazione Nazionale dei Cavalieri del Lavoro Enrico Pozzani e grazie al sostegno dell'imprenditore Antonio Lamaro, che donò il terreno e l’edificio.
Il Collegio, che si trova a Roma, ospita circa 70 studenti (che dispongono di stanze singole con servizi) provenienti da tutta Italia e selezionati ogni anno attraverso prove particolarmente rigorose, per essere ammessi alle quali è necessario aver ottenuto una media di almeno 8/10 nei primi quattro anni della scuola secondaria superiore.
L’obiettivo è quello di contribuire alla formazione di giovani in grado di raggiungere posizioni di responsabilità nel mondo del lavoro, grazie ad un’esperienza culturale e umana caratterizzata da varietà di contenuti, curiosità e senso critico.
Gli studenti, iscritti alle diverse facoltà e corsi di laurea delle università di Roma, usufruiscono di tutti i servizi culturali e logistici del Collegio e, oltre a seguire i corsi interni a frequenza obbligatoria (Cultura per l’impresa per gli studenti delle lauree triennali, Programma Conoscenze, Esperienze, Responsabilità per lo Sviluppo per le lauree magistrali, lingue straniere), partecipano a numerose opportunità formative: rapporti con le aziende; incontri con personalità del mondo della politica e della cultura; esperienze all’estero; seminari su temi specifici, i cui risultati possono confluire in pubblicazioni periodiche e in monografie.
Ogni anno gli studenti devono confermare la loro presenza in Collegio, dimostrando di aver seguito tutti i corsi previsti dal programma interno e di aver superato le relative prove e rispettando quanto previsto dal Regolamento per numero di Crediti Formativi Universitari conseguiti e media.
I programmi e le attività del Collegio sono curati dalla Commissione per le attività di formazione della Federazione Nazionale dei Cavalieri del Lavoro.

## Requisiti e obblighi
L'ammissione al Collegio avviene per concorso pubblico nazionale, che si tiene ogni anno alla fine di agosto, attraverso il quale si diviene "allievo" del collegio. Per essere ammessi al concorso bisogna aver superato con 100/100 l'esame di maturità, o con una media pari ad almeno 8/10 i primi quattro anni della scuola superiore. Il concorso si articola in due fasi, e consta di sei prove, tra cui test interdisciplinare, colloqui di gruppo e individuali, test psicoattitudinali, tema.
Agli allievi è richiesto un alto rendimento universitario, sia per numero di esami sostenuti ogni anno, sia per la media dei voti; devono inoltre seguire un certo numero di corsi interni al Collegio, partecipare alle pubblicazioni e agli incontri serali con personaggi del mondo politico, imprenditoriale e culturale.

## Sede
Gli studenti, circa 70, sono ospitati nel corpo centrale del collegio, in via Saredo 74, dotato di parco, palestra interna, mensa, sala informatica, sala cinema, sale studio, biblioteca, sala polivalente per l'insegnamento delle lingue e della musica e segreteria.